# Adscape
Adscape是美国旧金山的一家游戏广告公司。

## 历史
2002年由一位原北电网络的工程师——丹·威利斯（Dan Willis）成立。Adscape致力于电子游戏中的广告产业，在游戏中提供动态的广告。2007年2月15日，Google以两千三百万美元的价格收购Adscape。